# Vulnerabilidad de las edificaciones
La vulnerabilidad de las edificaciones está directamente relacionada con los conceptos de arquitectura sustentable,  construcciones seguras, análisis de riesgo y gestión integral de costos/beneficios. El nivel de vulnerabilidad de una edificación se define como el riesgo de recibir daños a causa de amenazas naturales, humanas o tecnológicas.

## Amenazas naturales
Ejemplos son: precipitaciones, huracanes, terremotos, inundaciones, incendios y otros.
Las amenazas naturales representan un riesgo inevitable pero pueden ser estadísticamente pronosticadas. La reducción de la vulnerabilidad de una edificación antes este tipo de amenaza se basa principalmente en la prevención como parte del proyecto constructivo. Las medidas preventivas en la mayoría de los casos no resultan en costos adicionales como muestran las experiencias. 
“Una construcción segura NO es más cara que una vulnerable... Solamente es una construcción mejor pensada.”

## Amenazas humanas
Ejemplos son: descuido, operación inadecuada, construcciones y excavaciones cercanas, accidentes con equipos pesados, sabotaje y otros. 
Cada obra tiene como objetivo principal la promoción de un beneficio. También se caracteriza por la precisa definición de su función y calidad.
La proyección de las posibles amenazas que resultan de la interacción entre el ser humano y la edificación es un factor decisivo en cuanto a la funcción y calidad de la obra e influye directamente sobre el beneficio y la sustentabilidad.

## Amenazas tecnológicas
Ejemplos son: fallos de sistemas y componentes constructivos dentro o cerca de la edificación a causa de envejecimiento, desgaste, falta de mantenimiento, proyectos y materiales inadecuados y otros
El análisis de riesgo y vulnerabilidad se basa en la evaluación integral de la obra. 
Los diferentes sistemas y componentes constructivos que integran la obra tienen que ser evaluados como conjunto y con vista a la funcción de la obra completa.
Se hace necesario considerar el ciclo completo de la vida útil incluyendo los subciclos de sustitución y mantenimiento así como los efectos causados por fallos e indisponibilidad.